# Сергеиха (Владимирская область)
Сергеиха — деревня в Камешковском районе Владимирской области России. Административный центр Сергеихинского сельского поселения.

## География
Деревня расположена в 17 км на северо-восток от Камешково.

## История
В 1888 году в деревне открывается бумаготкацкая фабрика ряховских купцов Швецовых (позднее фабрика имени Карла Либкнехта). 
В 1859 году в деревне числилось 19 дворов, в 1905 году — 38 дворов вместе с фабрикой Швецова, в 1926 году — 92 хозяйства, начальная школа. 
В 1919 году построена первая начальная школа. 
В 2001 году включен в состав деревни Посёлок имени Фрунзе.

### Административно-территориальная принадлежность
До революции деревня в составе Быковской волости Суздальского уезда.
В 1918 году на территории деревни создан исполнительный комитет Сергеихинского сельского совета Тынцовской волости Ковровского уезда.
С 1929 года деревня являлась центром Сергеихинского сельсовета Ковровского района, с 1940 года — Камешковского района, с 2005 года — административный центр Сергеихинского сельского поселения.

## Население
| 1859 | 1905 | 1926 | 2002  | 2010 | 2021  |
| ---- | ---- | ---- | ----- | ---- | ----- |
| 86   | ↗215 | ↗515 | ↗1084 | ↘902 | ↗1025 |

## Инфраструктура
В деревне расположены детский сад, дом культуры, амбулатория, операционная касса № 8611/0157 Сбербанка России, отделение федеральной почтовой связи, пожарная часть № 49, участковый пункт полиции.

## Транспорт
Деревня связана с райцентром автобусным сообщением. Остановка общественного транспорта «Сергеиха». 